# حزارین
حزارین (به عربی: حزارین) یک روستا در سوریه است که در ناحیه کفرنبل واقع شده‌است. حزارین ۲٬۳۷۳ نفر جمعیت دارد و ۶۰۵ متر بالاتر از سطح دریا واقع شده‌است.